# Andreas Michelsen
Andreas Michelsen (Hildesheim, 19 febbraio 1869 – Fallingbostel, 8 aprile 1932) è stato un ammiraglio tedesco.
Ufficiale della Marina tedesca, fu comandante delle flottiglie cacciatorpediniere durante la battaglia dello Jutland, ed in seguito divenne comandante dei sommergibili (Befehlshaber der Unterseeboote). Decorato con la Croce di Ferro di I classe, la Croce di Cavaliere dell'Ordine Pour le Mérite e la Croce di Cavaliere dell'Ordine di Hohenzollern con spade, dopo la fine della prima guerra mondiale transitò nella Reichsmarine terminando la carriera con il grado di Vizeadmiral.

## Biografia
Nacque a Hildesheim il 19 febbraio 1869, ed entrò nella Kaiserliche Marine in qualità di seekadett il 4 aprile 1888. La sua carriera proseguì senza intoppi, fu promosso Unterleutnant zur See il 12 maggio 1889, leutnant zur see il 13 aprile 1894, Oberleutnant zur See il 1 gennaio 1899, Kapitänleutnant il 10 agosto 1900, Korvettenkapitän il 30 marzo 1906, e Fregattenkapitän il 17 maggio 1910. Tra l'ottobre 1910 e il settembre 1911 ricoprì l'incarico di Capo di Stato maggiore del comando torpediniere. Il 1 gennaio 1911 fu promosso al grado di kapitän zur see, passando alla direzione dell'ufficio collaudi del comando torpediniere (TVK-Torpedoversuchskomman), e divenendo contemporaneamente vicecomandante dell'incrociatore corazzato Friedrich Carl. Con lo scoppio della prima guerra mondiale, nell'agosto 1914, assunse il comando dell'incrociatore corazzato Prinz Adalbert. Nell'aprile 1915 assunse anche l'incarico di Capo di stato maggiore del comandante delle forze navali da ricognizione presenti nel Mar Baltico orientale mantenendo entrambi gli incarichi fino al luglio 1915. Nell'agosto successivo divenne Capo di stato maggiore del comando delle forze navali da ricognizione presenti nel Baltico,  e dal 14 aprile 1916 assunse l'incarico di comandante delle flottiglie cacciatorpediniere ("Erster Führer der Torpedobootsstreitkräfte") della Hochseeflotte prendendo parte alla battaglia dello Jutland alzando la sua insegna sull'incrociatore leggero Rostock.  Il 4 giugno 1917 sostituì il kommodore Hermann Bauer come comandante delle forze sottomarine tedesche ("Befehlshaber der Unterseeboote"), mantenendo l'incarico fino al novembre 1918.
Dopo la fine della guerra, tra il dicembre 1918 e il gennaio 1919 ricoprì l'incarico di capo del personale della Stazione marittima del Mare del Nord,  passando quindi al comando di tale stazione fino al marzo 1920. Transitato nella Reichsmarine fu promosso konteradmiral il 29 novembre 1919, e vizeadmiral il 21 gennaio 1920. Ritiratosi definitivamente a vita privata nel dicembre 1920, si spense a Fallingbostel l'8 aprile 1932.

## Pubblicazioni
- La guerra sottomarina 1914-1918, Tipo-Litografia della R. Accademia navale, Livorno , 1928[N 2]

### Annotazioni
1. ↑  In lingua tedesca Befehlshaber der Aufklärungsschiffe in der östlichen Ostsee.
2. ↑  Traduzione dal tedesco del capitano di fregata Raffaele De Courten.

### Fonti
1. 1 2 3 4 5  Hildebrand, Henriot 1988, p. 492.
2. ↑  Marder 2014, p. 351.
3. 1 2  Edwards 2014, p. 14.